# Valeri Iardy
Valeri Nikolaïevitch Iardy (Валєрий Николаєвич Ярды), né le 18 janvier 1948 à Brenyashi (Tchouvachie), en Russie, et mort le 1er août 1994 à Tcheboksary, est un coureur cycliste soviétique à la charnière des années 1960/1970, champion du monde et champion olympique dans l'épreuve des 100 km contre-la-montre en équipe.

## Biographie
C'est en allant à bicyclette à l'école que Valeri Iardy prend goût au vélo, qu'il pratique en compétition vers l'âge de 16 ans. Il est ouvrier mécanicien après une scolarité technique, mais sa passion et la réussite au niveau "junior" le font remarquer par l'entraineur cycliste du club de Riga (Lettonie), originaire lui-même de la République autonome tchouvache. Il intègre l'Armée soviétique et le club cycliste de celle-ci, avec lequel il conquiert le titre de Champion d'URSS par équipe. 
Athlète longiligne (1,79 m pour 69 kg),il est sélectionné pour participer aux deux épreuves sur route des Jeux olympiques de Mexico. Il est de nouveau sélectionné pour représenter l'URSS en 1972. L'équipe de l'URSS, dont il fait partie remporte la médaille d'or pour sa victoire dans l'épreuve des 100 km sur route contre-la-montre. Ayant préparé un diplôme de maître de sport, il achève sa carrière dans l'enseignement sportif.

## Palmarès

### Palmarès année par année
- 1968
  - 9e du contre-la-montre par équipes aux Jeux olympiques de Mexico (avec Boris Choukhov, Aleksandr Dokhlyakov et Yuri Dmitriyev)
- 1969
  - Champion d'URSS dans la course de 100 km contre-la-montre en équipe
- 1970
  -  Champion du monde des 100 km contre-la-montre par équipes, avec l'équipe de l'URSS (Valeri Likhatchev, Boris Choukhov, Vladimir Sokolov)
  - Grand Prix François-Faber :
    - Classement général
    - 1re étape
- 1972
  -  Champion olympique des 100 km contre-la-montre sur route par équipes (avec Valeri Likhatchev, Boris Choukhov, Guennadi Komnatov)
  -  Champion d'Union soviétique du contre-la-montre par équipes (avec Valeri Likhatchev, Boris Choukhov, Guennadi Komnatov)
- 1973
  - Six jours de Brest

### Places d'honneur
- 1968
  - 17e de la course en ligne des Jeux olympiques de Mexico